# Оперний хор
Оперний хор — хоровий колектив призначений для участі в оперних спектаклях. 
Специфіка оперного хору визначається обов’язковою участю його у драматичній дії на сцені. Оперний хор співає, як правило з супроводом оркестру і лише іноді a cappella. 
Хор в опері може виконувати ілюстративну роль, коли головний музично-тематичний матеріал передається солістам, ансамблю солістів, або оркестру. 
Хор разом з іншими акомпануючими групами складає певний фон, на якому розгортається дія головних героїв. Виходячи з конкретного завдання цей фон може бути спокійним, або збудженим. 
Дія хору може проходити на сцені, або за кулісами, що дуже часто використовується композиторами, як спів наближеної або віддаленої групи людей. В опері П. Чайковського «Євгеній Онєгін» селяни, які повертаються з поля співають «Болят мои скоры ноженьки», заспів і перша половина починаються за сценою (ніби люди йдуть здалеку), поступово наростає звучність, хор виходить на сцену. Ця протяжна хорова пісня змінюється танцем з піснею «Уж как по мосту, мосточку», в якій бере участь і хореографічна група танцюючих дівчат і хлопців. 
Прикладом може бути і змішаний хор «Туман хвилями лягає» з опери М. Лисенка «Утоплена», в якому композитор засобами народного багатоголосся зіставляє «гурти» парубків та дівчат, використовує колоритний контраст тембрального забарвлення і прийом поліритмії для характеристики окремих образів. 
Часто хор в операх використовується як засіб створення великої психологічної напруги. Наприклад:  
- Хор полонених українців з опери «Роклосана» (ІІ дія) Д. Січинського, насичений глибокою скорботою; 
- Хор «Чорний крук у полі кряче» з опери М. Данькевича «Богдан Хмельницький», в якому інтонації плачу, голосіння, переплітаються з широкими, рішучими ходами в мелодиці, що надає звучанню сили;  
- В опері М. Лисенка «Тарас Бульба» — хору надається головна роль — народу, який виступає основною силою (у сцені Запорізької Січі). 
Одним з найкращих оперних хорових колективів у нашій країні вважається хор Національної опери України.